# Seneno mleko
Seneno mleko (nemško Heumilch; italijansko latte fieno) je vrsta mleka, ki ga pridobivajo od živali, hranjenih zlasti s svežo travo in senom in brez vsakršne silaže. Za dokrmljevanje so dovoljena žita, koruza, otrobi, krmilna moka ter dopolnilne krmne mešanice. Gre za tradicionalni način hranjenja živali v alpskem predelu Evrope. Seneno mleko je v Evropski uniji registrirano kot proizvod z zajamčeno tradicionalno posebnostjo. Označba se lahko uporablja le ob upoštevanju predpisanih specifikacij.
Ena od prednosti pridelave senena mleka je možnost pridelave mleka tudi na območjih, kjer je intenzivno kmetovanje omejeno, na primer na gorskih kmetijah. Senenemu mleku pripisujejo tudi za človekovo zdravje ugodnejšo maščobno sestavo, in sicer vsebuje več maščobnih kislin omega 3.

## Pridelava
Mleko smejo pridelovalci pridobivati le od živali, ki se prehranjujejo pretežno s senom (pozimi) ter svežo travo, metuljnicami in zelišči (v zelenem delu leta). Dovoljene so določene dopolnilne krme (zelena oljna ogrščica, zelena koruza, zelena rž, krmna pesa). V obsegu največ 25 % celotne krme se lahko uporabljajo tudi žita (pšenica, oves, ječmen, tritikala, rž, koruza) ter konjski bob, navadni grah, bel volčji bob, plodovi metuljnic ter moka oziroma pogača, pridobljena z ekstrakcijo. Odpadno sadje, sečnina, krompir in vrtni odpadki se je smejo uporabljati kot krma. Prepovedana je uporaba genetsko spremenjenih rastlin.
Proizvajalci, ki želijo proizvajati zaščiteno seneno mleko krav, ovc in koz, morajo biti certificirani.

## Zajemčena tradicionalna posebnost
V Evropski uniji so kot proizvodi z zajamčeno tradicionalno posebnostjo registrirani tri vrste senenega mleka, kravje, ovčje in kozje. Imena proizvodov so registrirana v šestih jezikih, od leta 2021 so vključeni tudi nazivi v slovenščini.
| Žival | Datum registracije | Koda        | Naziv (angleščina) | Naziv (nemščina) | Naziv (itslijanščina) | Naziv (francoščina)    | Naziv (španščina)      | Naziv (slovenščina) |
| ----- | ------------------ | ----------- | ------------------ | ---------------- | --------------------- | ---------------------- | ---------------------- | ------------------- |
| Krava | 2016               | TSG-AT-1035 | Haymilk            | Heumilch         | Latte fieno           | Lait de foin           | Leche de heno          | Seneno mleko        |
| Ovca  | 2019               | TSG-AT-2289 | Sheep's Haymilk    | Schaf-Heumilch   | Latte fieno di pecora | Lait de foin de brebis | Leche de heno de oveja | Ovčje seneno mleko  |
| Koza  | 2019               | TSG-AT-2290 | Goat's Haymilk     | Ziegen-Heumilch  | Latte fieno di capra  | Lait de foin de chèvre | Leche de heno de cabra | Kozje seneno mleko  |